# 육체의 길 (1959년 영화)
육체의 길은 조긍하 각본, 감독의 1959년 흑백 영화이다. 이 작품은 신파적인 소재로서, 이른바 통속물(通俗物)에 속한다고 하겠으나, 대중들에게는 상당한 설득력을 가지고 있다. 때문에 흥행에서도 대성공을 거두었다.

## 줄거리
화목한 가정의 가장인 한 사나이(김승호)가 깡패의 앞잡이가 된 가련한 여인을 (김지미) 동정한 나머지 그녀를 사랑하게 되고, 그녀와 더불어 유랑(流浪)서커스단의 일원으로 전전하다가 끝내 여인이 죽자, 자신도 폐인이 되다시피 한다. 세월이 흘러서, 폐인이 된 몸을 끌고, 자기가 살던 화목했던 집을 찾으나, 차마 발을 못 들여놓고 먼발치에서 집안의 동정만 살핀다. 사랑하던 아내와 장성한 자식들의 모습을 볼 때, 한편으론 가슴이 메어지는 것 같은 아픔이 오지만, 다른 한편으로는 흐뭇한 감회를 불러 일으킨다. 그는, 자신의 잘못 산 인생을 참회하는 눈물을 흘리며 정처없는 방랑의 길로 발을 옮긴다.

## 출연
- 최무룡
- 김승호
- 김지미
- 이경희

## 같이 보기
- 육체의 길 2 (1967년 영화)